# Супермен 4
Супермен 4 (енгл. Superman IV: The Quest for Peace) је филм из 1987. и последњи од четири филма у којима главну улогу игра Кристофер Рив, а уједно и први филм у том серијалу који нису продуцирали Александер и Иља Салкинд, већ Менахем Голан и Јорам Глобус, у чије су руке доспела права на серијал након неиспуњених комерцијалних очекивања од стране претходног филма.
Филм је остварио најмању зараду у серијалу и негативно је оцењен од критичара, од којих му већина замера јефтине специјалне ефекте, неконзистентност, недостатак оригиналности и рупе у радњи.

## Радња
Супермен спасава совјетски свемирски брод са космонаутима, који је скренуо са курса након судара са метеороидом, а потом се враћа у свој завичај Смолвил као Кларк Кент. Након смрти својих усвојитеља, Кларк је наследио њихову сада напуштену фарму. У празном амбару, он открива капсулу која га је донела на Земљу и вади из ње луминесцентни зелени криптонски енергетски модул. Снимак који је оставила његова мајка Лара наводи да његова моћ може да се употреби само једном. Након што је одбио да прода фарму локалном грађевинском инвеститору Хорнсбију, Супермен се враћа у Метрополис, где зауставља подземни воз који се отео контроли пошто се његов машиновођа онесвестио.
Након повратка у „Дејли Планет”, Кларк сазнаје да је компанију аквизицијом преузео Дејвид Ворфилд, таблоидни тајкун који отпушта Перија Вајта и запошљава своју ћерку Лејси као нову уредницу листа. Лејси се заљубљује у Кларка на први поглед и покушава да га заведе; Кларк пристаје да оде на састанак с њом. Након вести о могућем интензивирању трке у нуклеарном наоружању између Сједињених Држава и Совјетског Савеза, Кларк је у недоумици у којој мери Супермен треба да интервенише. Након што је примио писмо једног забринутог основца, Супермен отпутује у своју Тврђаву самоће да потражи савет од духова својих криптонских предака. Они му препоручују да препусти Земљанима да сами решавају своје проблеме и потражи нове светове где су ратови давно заборављени. Након молбе за савет од Лоис Лејн, Супермен присуствује састанку на Генералној скупштини Уједињених нација, саопштивши скупштини да ће ослободити свет целокупног нуклеарног наоружања. Све нуклеарне силе лансирају своје нуклеарне бојеве главе у свемир, које Супермен скупи у једну џиновску мрежу, а потом их, све скупа, завитла и баци ка Сунцу.
У међувремену, млади Лени Лутор помаже свом стрицу Лексу Лутору да побегне из затвора. Вративши се у Метрополис, Лекс и Лени украду влас Суперменове косе из музеја и креирају генетску матрицу коју Лекс постави на амерички нулеарни пројектил. Након што је пројектил лансиран, Супермен га пресретне и баци га ка Сунцу. Ослободи се светлуцава енергетска кугла, која се развије у натчовека. Тај „Нуклеарни човек” се враћа на Земљу да нађе свог „оца”, Лекса, који утврди да његова креација, ма колико моћна, ипак има слабу тачку: деактивира се без непосредне изложености сунчевој светлости. Уследи беспоштедна битка између Лексове креације и Супермена. Спасавајући Кип слободе од пада на улице Метрополиса, Супермен претрпи тровање радијацијом од огреботине радиоактивних канџи Нуклеарног човека. Нуклеарни човек удари Супермена таквом силином да му огртач отпадне.
На Лоисино згражавање, „Дејли Планет” (који је реформатиран као таблоидне новине) објави ударни наслов „Супермен мртав?”. Лоис даје отказ и узима Суперменов огртач (који је неко „случајно” донео у редакцију) са собом. Лејси је такође узнемирена и открива Лоис да јој је стало до Кларка. Лоис се упути до Кларковог стана, где га затиче болесног „од грипа”. Након што Лоис оде, Кларк се тешком муком довуче до терасе свог стана, где је сакрио криптонски енергетски модул, и покушава да се излечи. Након што се заљубио у Лејси, Нуклеарни човек прети масовним уништењем ако му она не буде доведена. Супермен, који се у међувремену опоравио, пристаје да га одведе до ње како би спречио да ико више страда. Супермен намами Нуклеарног човека у кабину лифта, коју потом ишчупа, завитла и баци на тамну (неосветљену) страну Месеца. По изласку сунца, Нуклеарни човек се ослободи захваљујући маленом зраку сунчеве светлости који се промолио кроз пукотину на лифт-кабини и Супермен је поново принуђен да се брани. На крају ове битке, Супермен је наизглед поражен, пошто га Нуклеарни човек покопа у Месечево тло.
Нуклеарни човек упада у просторије „Дејли Планета” и киднапује Лејси, одлетевши с њом у свемир. Супермен успева да се ослободи из Месечевог тла, а затим скрене Месец са своје орбите и постави га између Сунца и Земље, изазвавши помрачење на Земљи, и тиме неутралише Нуклеарног човека, док Лејси плута беспомоћно у свемиру. Супермен спасе Лејси и врати је на Земљу, а потом оде по неутралисаног Нуклеарног човека и баци га у језгро нуклеарне електране, где бива уништен.
За то време, Пери Вајт обезбеђује финансијски кредит у банци и откупљује већински пакет деоница, учинивши Дејвида Ворфилда мањинским деоничаром и заштитивши новине од било каквих даљњих аквизиција. На конференцији за штампу, Супермен проглашава само делимичну победу у својој кампањи, рекавши да ће „мира бити када га људи света буду толико жарко пожелели да њихове владе не буду имале другог избора него да им га пруже”. Супермен, такође, хвата одбегле Луторе; Ленија шаље на преваспитавање у Бојс Таун, рекавши свештенику да је „овај мали био под лошим утицајем”, док Лекса враћа натраг у затвор.

## Улоге
| Глумац             | Улога                               |
| ------------------ | ----------------------------------- |
| Кристофер Рив      | Супермен / Кларк Кент               |
| Џин Хекман         | Лекс Лутор / Нуклерани човек (глас) |
| Џеки Купер         | Пери Вајт                           |
| Марк Маклур        | Џими Олсен                          |
| Џон Крајер         | Лени Лутор                          |
| Сем Вонамејкер     | Дејвид Ворфилд                      |
| Марк Пилоу         | Нуклерани човек                     |
| Маријел Хемингвеј  | Лејси Ворфилд                       |
| Марго Кидер        | Лоис Лејн                           |
| Дејмијан Маклохорн | Џереми                              |
| Вилијам Хуткинс    | Хари Хаулер                         |
| Џим Бродбент       | Жан Пјер Дибоа                      |
| Стенли Лебор       | генерал Ремоф                       |
| Дон Фелоуз         | Ливон Хорнсби                       |
| Роберт Бејти       | председник САД                      |

## Зарада
- Зарада у САД — 15.681.020 $